# Pančađani
U hinduizmu, Pančađani (Panchajani) ime je boginje (devi) koja je postala supruga drevnog kralja Dakše. Dakšina je druga supruga bila Prasuti.

## Etimologija
Ime boginje Pančađani znači „načinjena od pet elemenata”.

## Boginja
Dakšin je otac bio bog Brahma, koji je naredio Dakši da stvori još bića. Dakša se oženio Pančađani te mu je rodila sinove i ćerke.
Najpoznatije ćerke Pančađani i Dakše:
- Aditi (boginja) — „majka bogova”
- Diti (boginja)
- Kritika (boginja)[5] — personifikacija zvjezdanog jata zvanog Plejade na srpskom
- Rohini (Čandrina žena)[6] — omiljena supruga boga Mjeseca